# 藤田廣志
藤田 廣志（ふじた ひろし、1926年9月7日 - 2008年11月17日 ）は、日本の金属工学者。専門は、電子顕微鏡による材料物性の研究。博士（工学）。大阪大学名誉教授。

## 来歴・人物
香川県出身。旧制香川県立三豊中学校、徳島高等工業学校機械工学科を経て、大阪大学工学部冶金学科卒業。同大学大学院工学研究科金属物性専攻修了。
大阪大学産業科学研究所では、アルミニウムの再結晶における転位の挙動を電子顕微鏡によって調査を行い、再結晶機構のモデル「サブグレイン・コアレッセンス」を提唱する。電子顕微鏡を用いることによって、初めてサブミクロンスケールの内部組織と直接対応づけて調べた研究として高い評価を受けた。
科学技術庁金属材料技術研究所では、電子顕微鏡の中で種々の条件を現出できる世界で初めての本格的な材料科学研究用の500kV超高圧電子顕微鏡を開発した。その電子顕微鏡を用いてアルミニウムの再結晶過程を動的に直接観察し、先に提唱した「サブグレイン・コアレッセンス」モデルの検証に成功する。さらに、アルミニウムの塑性変形過程を連続的に観察し、転位の交差すべりによって生じるプリズマティックループを核として転位のセル組織が形成され、その成長とともに後続の転位の運動が妨げられ加工硬化が生じることを初めて解明した。これらの業績により、1967年（昭和42年）日本電子顕微鏡学会学会賞（瀬藤賞）を受賞。
1967年（昭和42年）大阪大学工学部教授に就任、冶金学科第六講座を担当。1988年（昭和63年）同大学材料物性工学科格子欠陥物理学講座を担当。世界最高電圧3000kV電子顕微鏡を開発した。これにより殆どの材料での諸現象の機構を原子スケールで動的に解明すると同時に、高電圧での電子チャンネリングの実証と、それを用いた異種原子の固体内注入などの新材料創製を実現している。さらに、諸材料の結晶粒子が一定サイズ以下になると物性が異常に変化する現象を見出してアトム・クラスターと名付け、種々の新しい現象を見出した。
1990年（平成2年）大阪大学退官。近畿大学理工学総合研究所教授に就任。
1994年（平成6年）「金属塑性変形の超高圧顕微鏡その場の観察による研究」（井村徹、名古屋大学名誉教授との共同研究）で日本学士院賞を授与された。

## 略歴
- 1952年 - 大阪大学工学部冶金学科卒業
- 1955年 - 大阪大学大学院工学研究科金属物性専攻修了
- 1957年 - 大阪大学産業科学研究所助手
- 1963年 - 大阪大学産業科学研究所助教授
- 1963年 - 科学技術庁金属材料技術研究所 金属物理第四研究室長
- 1967年 - 大阪大学工学部教授
- 1971年 - 大阪大学超高電圧電子顕微鏡室長（兼任）
- 1983年 - 大阪大学超高電圧電子顕微鏡センター長（併任）
- 1990年 - 大阪大学名誉教授
- 1990年 - 近畿大学理工学総合研究所教授
- 2002年 - 日本学士院会員

## 栄典
- 1993年 - 紫綬褒章[6]
- 1998年 - 勲三等旭日中綬章[7]

## 受賞歴
- 1967年 - 日本電子顕微鏡学会学会賞（瀬藤賞）
- 1994年 - 日本学士院賞

## 著書
- 『ミクロの世界・物質編－目で観る物性論』